# Олимпия Савио
Олимпия Савио (22 юли 1815, Торино, Сардинско кралство – 2 ноември 1889, пак там или в Долния замък на Буроло), баронеса Бернстил, е италианска интелектуалка, светско лице, писателка и поетеса. Смятана е за една от най-влиятелните жени в Торино и по-късно е призната в международен план като патриотична майка, загубила синовете си заради италианска националистическа кауза.

## Биография
Родена е като Олимпия Роси в столицата на Сардинското кралство Торино в семейството на лигурския благородник Джован Батиста Роси и съпругата му от Биела Джозефина Фереро. Баща й е директор на Кралския колеж на провинциите на Торино, а майка й е смятана за една от най-умните жени на времето. Има двама братя – Федерико и Енрико. 
Учи при Сестрите на Светото сърце. Културата, която формира Олимпия, е религиозна и с френски произход, но скоро е интегрирана от италианската. Любимият й роман е „Годениците“ на Алесандро Манцони – книга, която според нея трябва да има в библиотеката на всяко семейство. 
Дебютът й в обществото се състои рано, през 1830 г., по случай партито за принцеса Мария Кристина Савойска, бъдещата булка на краля на Неапол Фердинанд II. 
На 24 май 1836 г. 21-годишната Олимпия се омъжва за адвоката Андреа Савио, син на благородник от Верчели и приятел на граф Камило Бенсо ди Кавур. Щастливата двойка има четири деца: трима сина (Алфредо, Емилио, Федерико) и една дъщеря (Аделе – главна героиня на романтичната любов с херцог Сиджизмондо ди Кастромедиано, антибурбонски неаполитански изгнаник).
Градските и селските къщи на Савио (Вила „Милероза“) са дом на най-известния литературен салон в торинското общество до преместването на столицата на кралството във Флоренция. Обсъждат се събитията, разтърсили Италианския полуостров през 19 век, и там са приветствани артисти, политици и изгнаници. Това е либерално място за срещи, където консерватори и републиканци също са добре дошли. Олимпия оставя в дневника портрет на всеки посетител на салона. Голяма част от писанията й се отнасят до най-известните жени от периода: поетесите Лаура Манчини, „с очи, най-будните, които някога съм виждала“, Агата Сасерно, „огромен ум и пламенна душа“, Джулия Молино Коломбини, „мъжката добродетел на интелекта и нежните качества на душата“, маркиза Джулия ди Бароло „благодетелка на бедната класа“, актрисите Карлота Маркиони, „блестяща“, Аделаида Ристори, „винаги елегантна“ и др.
Тя също така пише за вестници и списания, включително „Пиемонтска газета“, „Съвременно списание“, „Искри“ и генуезкото „Жена и семейство“. Присъства на откриването на железопътната линия Торино-Генуа през 1854 г. и на откриването на тунела Фреюс през 1871 г. Пише поезия и е смятана за националистична и патриотична поетеса.
Отдадена на Савойския дом, тя описва бурните моменти, свързани с принца на Кариняно Карл Алберт през 1821 г., когато, като регент на крал Карл Феликс, той издава конституция, която е отменена след завръщането на суверена в града. Тя разказва за смъртта, покосила кралското семейство през 1855 г., и съставя некролога за кралицата на Сардиния Мария Аделаида Хабсбург-Лотарингска. Пише и за абдикацията от испанския трон на херцог Амадей Савойски-Аоста (1873 г.).
Губи две от децата си във Втората италианска война за независимост: 22-годишният й син Алфредо е убит по време на обсадата на Анкона през 1860 г., а 23-годишният Емилио – при обсадата на Гаета през 1861 г. Получава безброй прояви на съболезнования: поетична песен на Джанина Мили, съобщение от Лаура Манчини, поемата „Майка и поетеса“ от Елизабет Барет Браунинг, изсичане на медал от гравьора Терминьон и др. Олимпия има възпоменателен параклис, построен близо до Вила „Милероза“, който съществува и до днес. Реликварий, съдържащ някои от предметите на братята, включително медали и камък, оцветен с кръвта на Емилио, е дарен на Музея на Рисорджименто в Торино.
Олимпия се превръща в колективното въображение в олицетворение на mater dolorosa (опечалената майка), която приема с достойнство саможертвата на децата си за короната и италианската кауза. Джузепе Гарибалди я среща през 1862 г. и възхвалява нейната стойност, заявявайки, че „с такива жени една нация не може да умре“.
През 1865 г. умира съпругът й. Самата Олимпия умира на 2 ноември 1889 г. на 74 г. в Палацо Кавур в Торино, в същата зала, в която през 1861 г. умира Камило Бенсо ди Кавур. Тя успява да продиктува на сина си Федерико последните страници от „Мемоарите на Алфредо и Емилио“ – 9-томно произведение, целящо да им даде втори живот. Погребана е в семейната гробница в Монументалното гробище на Торино.
Според изследванията от 2013 г. на Мария Алесандра Марчелан от Музея на Иалианското Рисорджименто в Торино баронесата живее дълго време в Долния замък в село Буроло и умира именно там. Село Буроло е мястото, обичано от сем. Савио. След тежкия траур за загубата на синовете Буроло, както и Андрате, успяват да върнат спокойствието на семейството.
На нейно име е наречена улица в град Мирандола.